# Motociklistična Velika nagrada Baden-Württemberga
Motociklistična Velika nagrada Baden-Württemberga je bila motociklistična dirka svetovnega prvenstva v sezoni 1986.

## Zmagovalci
| Sezona | Dirkališče     | 80 cm3                | 126 cm3                  | Poročilo |
| ------ | -------------- | --------------------- | ------------------------ | -------- |
| 1986   | Hockenheimring | Gerhard Weibel (Real) | Fausto Gresini (Garelli) | Poročilo |